# غلين هوتون
المساعد من الدرجة الأولى غلين جون هوتون (بالإنجليزية: Glenn John Haughton)‏ جندي كبير في الجيش البريطاني. في مارس 2015 تم تعيينه رقيب رائد في الجيش وهو أعلى رتبة لمساعد وعضو في رتب أخرى في الجيش البريطاني. كان سابقا ضابط رقيب رائد في الكتيبة الأولى وحراس غرينادي وأكاديمية رقيب رائد في أكاديمية ساندهيرست العسكرية الملكية.

## النشأة والتعليم
ترك هوتون المدرسة بعد أن أخذ شهادة الثانوية العامة في سن 16 عاما. انضم إلى الجيش في عام 1988.
أثناء خدمته في الجيش أكمل دبلوما موسعا في الإدارة الاستراتيجية وهذا هو مؤهل يعادل مستويان من المستوى أ. اعتبارا من عام 2015 فإنه يدرس للحصول على درجة الماجستير في الآداب في إدارة الأعمال.

## المسيرة العسكرية
في عام 1988 انضم هوتون إلى الجيش البريطاني كحارس من حراس غريناديه. خلال حياته المهنية خدم عددا من النشر في الخارج وشارك في عدد من الصراعات بما في ذلك حرب الخليج الثانية وحرب أفغانستان وحرب العراق. تم تعيينه رقيب رائد فيلقي في كتيبة الحراس الأولى في عام 2011. هذا يعني أنه أصبح أكبر جندي من الفوج من حيث الرتبة العسكرية.
في عام 2010 تم اختيار هوتون في لجنة الدخول المتأخر (أي كان جندي اختير ليصبح ضابط تكليف). ومع ذلك تم اختياره لمواصلة العمل كأحد كبار ضباط الاعتقال في الجيش بدلا من تولي على الفور دور ضابط شؤون الموظفين. في 9 ديسمبر 2013 تم تكليفه بالجيش البريطاني برتبة نقيب لكنه استمر في العمل في رتبة ضابط ضمان الدرجة 1. تم تعيينه رقيبا في أكاديمية ساندهيرست العسكرية الملكية في يناير 2014.
في مارس 2015 تم تعيينه رقيب رائد بالجيش مما يجعله أعلى الجنود في الجيش البريطاني من ناحية الرتبة العسكرية. يعتبر أول من عين في هذه الرتبة العسكرية التي تم إنشائها حديثا. استمر في هذا المنصب لمدة ثلاث سنوات قبل أن يدخل كلية القيادة المشتركة وكلية الموظفين لاتخاذ دورة القيادة والأركان المتوسطة لمدة عام. بعد الانتهاء من الدورة تمت ترقيته إلى رائد وواصل مسيرته العسكرية كضابط.
هوتون عضو مجلس أمناء جمعية الصندوق الخيري العسكري للجنود منذ فبراير 2014. باعتباره رقيب رائد فإنه الجندي الوحيد (والأول) ليكون عضوا في مجلس الجيش.

## الحياة الشخصية
لدى هوتون طفلان.

## الأوسمة
تشمل ميداليات خدمة هوتون وسام الخليج ووسام الخدمة العامة ووسام العراق ووسام الخدمة التنفيذية لأفغانستان. كذلك فإنه حائز على وسام الملكة اليزابيث الثانية ميدالية اليوبيل الذهبي ووسام الملكة اليزابيث الثانية لليوبيل الماسي ووسام خدمة الحملة المتراكمة ووسام الخدمة الطويلة والسلوك الجيد. في يناير 2014 حصل على وسام الخدمة المميزة لخدمة متميزة.